# Terminalia polycarpa
Terminalia polycarpa är en tvåhjärtbladig växtart som beskrevs av Adolf Engler och Diels. Terminalia polycarpa ingår i släktet Terminalia och familjen Combretaceae. Inga underarter finns listade i Catalogue of Life.